# Марек Хајнц
Марек Хајнц (чеш. Marek Heinz; Оломоуц, 4. август 1977) бивши је чешки фудбалер.

## Каријера
Поникао је у омладинским селекцијама фудбалског клуба Сигма Оломоуц. Три године је играо за први тим Сигме, све док није прешао у немачки Хамбургер 2000. године. 
Године 2004. док је играо за Бањик из Остраве постао је најбољи стрелац чешког првенства. Након тога за њега се заинтересовала Борусија из Менхенгладбаха. Тамо је постигао само један гол у сезони. Након тога, Хајнцова фудбалска каријера кренула је низбрдо, почео је често да мења клубове.
Играо је још за турски Галатасарај, у Француској је наступао за Сент Етјен и Нант. 
Наступао је за сениорски тим Чешке Републике од 2000. до 2006. године. Године 2000. учествовао је у два меча на Летњим олимпијским играма у Сиднеју и постигао један гол.
За репрезентацију Чешке је одиграо 30 мечева и постигао 5 голова. Остао је упамћен по головима на Европском првенству 2004, у групној фази против Летоније и Немачке.

## Успеси

### Клуб
- Прва лига Чешке Републике (1):

Бањик: 2003/04.
- Суперлига Турске (1):

Галатасарај: 2005/06.
- Куп Чешке (1):

Сигма Олмоуц: 2011/12.
- Суперкуп Чешке (1):

Сигма Олмоуц: 2011/12.
- Најбољи стрелац чешког првенства (1):

Бањик: 2003/04.

### Репрезентација
Чешка
- Европско првенство 2004: 3. место.